# 王德 (宋朝)
王德（1088年—1155年），字子华，宋朝通远军熟羊寨（今甘肃省渭源县东南）人。
王德以武勇应募，因功补进武校尉。建炎元年（1127年）率军勤王，隶属于刘光世部。建炎三年（1129年）任前军统领。当时叛将张昱、张彦围困和州，王德率军前去应援，叛军溃败，张昱被斩，兵骑被俘万余。后来平定苗傅、刘正彦时，因为擅杀韩世忠属将陈彦章，而被编管郴州。建炎四年（1130年），刘光世镇守京口，以王德为都统制。金国大军再次南侵南宋，刘光世想退守丹阳，王德请死守长江。后渡江收复真州、扬州等地。金军破滁州，王德收复，追金军至桑根（今安徽省全椒县西北），生擒女真万户庐孛，千户十余人。次年，为环庆副总管。绍兴七年（1137年），刘光世罢宣抚，宋高宗诏王德护理其兵马，绍兴八年（1138年）王德隶属张俊。绍兴十年（1140年）解围颍昌府，攻取宿州、亳州，他建议乘胜追击，收复东京开封府。张俊不同意，于是班师。王德因功拜兴宁军承宣使、龙神卫四厢都指挥使，侍卫亲军马步军都虞候，封陇西郡侯。绍兴十一年（1141年），金军从合肥入侵，王德率军从采石矶渡江，趁夜克和州，追金兵到柘皋，兀术以铁骑十万夹道列阵，王德一马当先，金军大溃。王德后任靖远军节度使，建康府驻御前诸军都统制，浙东福建总管，荆南副都统制。绍兴二十五年（1155年）王德卒，赠检校少保、少傅，葬于今南京市燕子矶新合村清镜寺前（王德墓）。

## 延伸阅读
[在维基数据编辑]
 《宋史·卷368》，出自脱脱《宋史》